# Bernard Muna
Pour les articles homonymes, voir Muna.
Bernard Acho Muna, souvent surnommé Ben Muna, né le 27 mai 1940 à Kumbo au Cameroun britannique et mort le 6 octobre 2019 à Yaoundé, est un avocat, magistrat et homme politique camerounais, ancien procureur du Tribunal pénal international pour le Rwanda (1997-2002) et ancien candidat à l'élection présidentielle camerounaise de 2011.

## Biographie

### Enfance, éducation et débuts
Bernard Muna est le fils de Salomon Tandeng Muna, artisan de l'unité nationale, et le frère de Akere Muna, fondateur de Transparency International Cameroon et de Ama Tutu Muna, qui fut ministre de la culture au Cameroun de 2007 à 2015.

### Carrière
Bernard Muna a mené campagne pour l'élection présidentielle camerounaise de 2011, comme candidat d'opposition contre Paul Biya et son régime, et pour le compte de l'Alliance des Forces Progressistes. À cette occasion Bernard Muna propose une nouvelle constitution, et le rattrapage du retard pris en matière de développement par la lutte contre la corruption. Plusieurs analyses internationales relèvent le dynamisme de sa candidature, et pour la première fois, le fait qu'un candidat fasse usage d'internet par le biais d'un site officiel et des réseaux sociaux, en utilisant des moyens basés en France pour des raisons de sécurité, afin de publier son programme et son actualité,. Ce qui amène certains journalistes à en parler comme de « la première campagne du XXIe siècle en Afrique ».